# MSA Zugzwang 82
Der MSA Zugzwang 82 e. V. ist ein Schachverein aus München.

## Geschichte
Gegründet 1982 als Münchner Schachclub Zugzwang 82 e. V. konnte sich der Verein trotz steigender Mitgliederzahl in den Jahren nach seiner Gründung nicht in oberen Spielklassen etablieren. Dies gelang erst durch die Zusammenarbeit mit der Münchener Schachakademie (MSA) ab 2009. Dessentwegen erfolgte die Umbenennung in MSA Zugzwang. Durch die Kooperation wurde die Jugendarbeit verstärkt, die Schachakademie stellte dem Verein einen gehobenen Spielsaal in zentraler Lage zur Verfügung und es gelang unter Mithilfe des Sponsors Roman Krulich international erfahrene Spieler zu verpflichten. Infolgedessen konnten die Großmeister Stefan Kindermann und Gerald Hertneck gewonnen werden, die beide bereits in der Schachbundesliga angetreten waren. 2010/11 gelang dem Verein der Aufstieg in die bayerische Oberliga, in der Saison 2011/12 stieg der MSA Zugzwang erneut auf und trat damit in der 2. Bundesliga an. In der Saison 2015/16 stieg Zugzwang schließlich in die 1. Bundesliga auf. Dort konnte in der Premierensaison 2016/17 die Klasse gehalten werden. Selbiges gelang 2017/18 als Tabellendreizehnter. Sportlich auf einem Abstiegsrang gelandet, profitierte Zugzwang von dem Rückzug der Mannschaft des SK Schwäbisch Hall. 2018/19 erfolgte der Abstieg aus der 1. Bundesliga. In der Saison 2022/23 errang der Verein erneut die Meisterschaft in der 2. Bundesliga.

## Bekannte Spieler
(z. T. ehemalig)
- GM Stefan Bromberger
- GM Pawel Eljanow
- GM Gerald Hertneck
- GM Stefan Kindermann
- GM Gudmundur Kjartansson
- GM Léon Mons
- GM Dawit Schengelia
- GM Nigel Short
- IM Valentin Baidetskyi
- IM Dominik Horvath
- IM Julian Jorcik
- IM Markus Lammers
- IM Alexander Maier
- IM Alexander Raykhman
- IM Frank Zeller
- IM Robert Zysk
- WIM Elena Borić
- WIM Veronika Exler